# Рагулин, Анатолий Павлович
Анатолий Павлович Рагулин (5 мая 1941, Москва, СССР — 24 апреля 2016, там же) — советский и российский хоккеист и тренер, Мастер спорта СССР международного класса, заслуженный тренер СССР.

## Биография
Родился 5 мая 1941 года в Москве. Братья-близнецы: Александр и Михаил.
С 1957 по 1962 год играл в воскресенском «Химике». В 1962 году был призван в ряды Советской Армии, службу проводил в армейском клубе ЦСКА. По окончании воинской службы перешёл в московские «Крылья Советов».
Чемпион СССР (в «ЦСКА», 1965). Включался в список лучших хоккеистов СССР в 1961 и 1963 годах. Сыграл один матч за сборную СССР — 26 февраля 1965 г. в Москве со сборной Канады 5:1 (1 пропущенная шайба, на 31-й минуте его сменил вратарь В. Зингер). В 1964 году играл в составе второй сборной СССР, ставшей победителем турнира Кубка Ахерна.
Анатолий Рагулин первым из советских хоккейных вратарей вышел на лёд в маске. Пойти на этот шаг, за который болельщики некоторое время открыто называли его «трусом», Рагулина заставила серьёзная травма правой брови, грозившая частичной потерей зрения. Вратарскую маску изготовил из лицевой части металлического бюста Жданова рекомендованный матерью спортсмена мастер, которого Анатолий запомнил как «специалиста по ракетным двигателям»
.
После завершения игровой карьеры на протяжении 20 лет работал в отряде подготовки космонавтов. Занимал должность инструктора ЛФК в физкультурно-оздоровительном комплексе «Нагорное» Управления делами президента РФ.
Умер 24 апреля 2016 года в возрасте 74 лет. Прах захоронен в колумбарии на Ваганьковском кладбище.